# 親里競技場

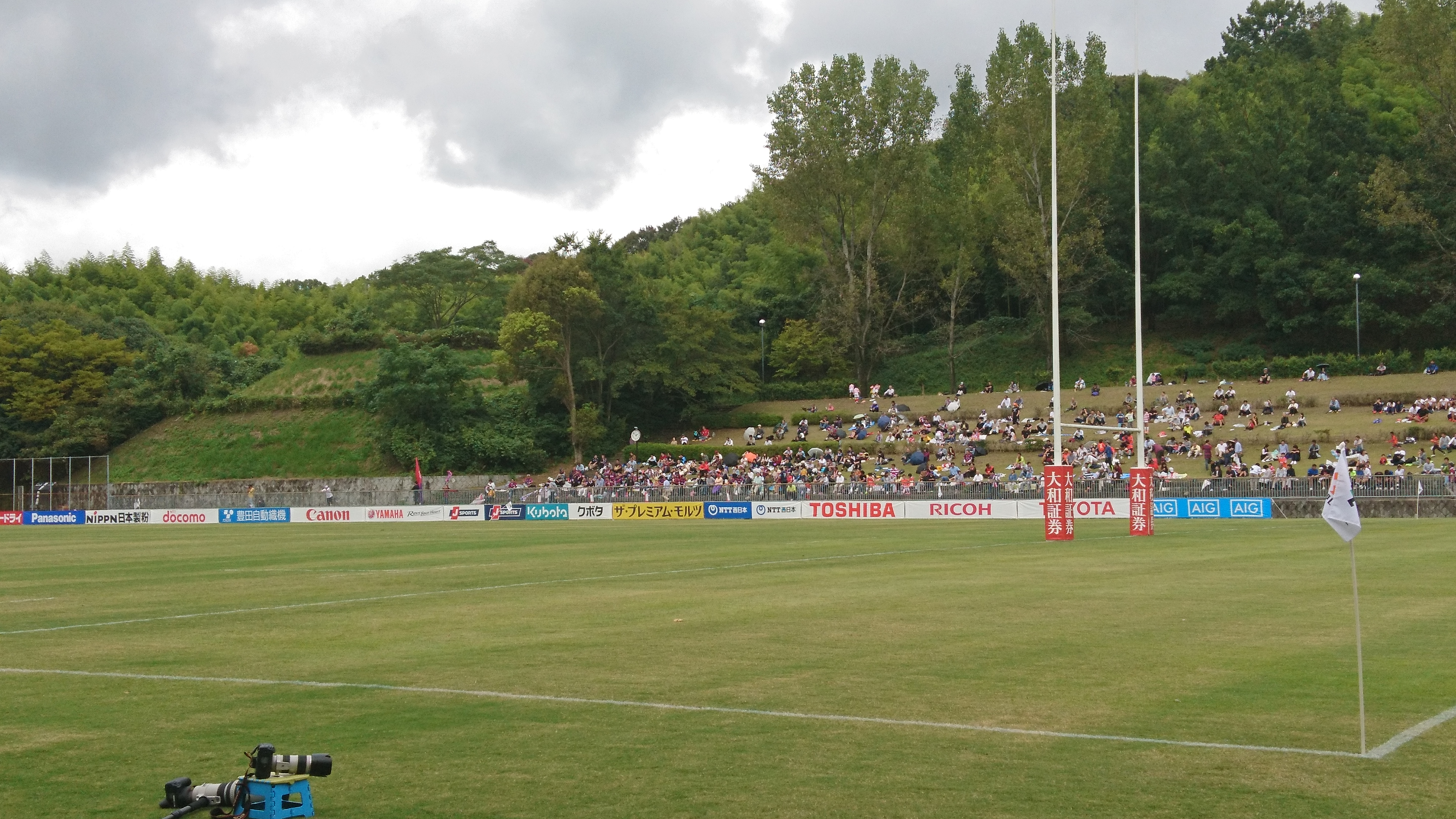
親里ラグビー場

親里競技場（おやさときょうぎじょう）は、奈良県天理市にある運動公園。

## 概要
天理教の教祖百年祭を記念し、建設された。現在までに開設された、親里ラグビー場、親里野球場、親里ホッケー場をあわせて親里競技場と総称する。野球場、フィールドホッケー場、ラグビー場は地元の天理高等学校野球部、天理大学ラグビー部が常時使用しているほかに、各種大会や全国大会が開催されている。
バックスタンドの約左側半分は奈良時代の遺跡、杣之内火葬墓が保存されているので整地されていない。

## 沿革
1984年 (昭和59年) 6月30日に竣工。この競技場は大和青垣国定公園特別地域内に位置していたため建設の際には、周りの自然景観には特に配慮された。同年7月秩父宮妃を迎えて、競技場開きを行った。同年10月に開かれた、第39回国民体育大会において、使用されてから、その後も各種大会などで使用されている。

## 施設概要

### 親里ラグビー場
- スタンド席観客収容数 : 2,500人
- 芝スタンド席観客収容数 : 3,300人

### 野球場
- 両翼91m
- 中堅120m

### フィールドホッケー場
- 2面あり　いずれも人工芝（ショートパイルタイプ）
- 第1グラウンド収容人員：1000人

## アクセス
- 西名阪自動車道天理インターチェンジより車で30分。